# Uma Ana Ulo
Uma Ana Ulo (Uma Analu, Uma Ana Ulu) ist ein osttimoresischer Suco im Verwaltungsamt Venilale (Gemeinde Baucau).

## Geographie
Vor der Gebietsreform 2015 hatte Uma Ana Ulo eine Fläche von 10,88 km². Nun sind es 9,08 km². Der Suco liegt im Norden des Verwaltungsamts Venilale. Westlich liegt der Suco Uma Ana Ico und südlich die Sucos Baha Mori und Bado-Ho’o. Im Norden grenzt Uma Ana Ulo an das Verwaltungsamt Baucau mit seinen Sucos Gariuai und Uailili.
Der Ort Uma Ana Ulo liegt im Westen des Sucos, an der Überlandstraße zwischen den Orten Baucau und Venilale. Hier befindet sich eine medizinische Station, eine Grundschule und eine Sekundärschule.
An der Überlandstraße im Westen des Sucos liegen die Orte Nuno Doco (Nunudoco), Uma Ana Ulo und Betunau (Betonau, die Aldeia Betunau liegt im Suco Uma Ana Ico), westlich der Straße befindet sich die Ortschaft Venilale (Venilalo). Im Zentrum des Sucos liegen die Dörfer Osso-Gui-Gui (Osso Guigui) und Caihula. In Caihula befindet sich die zweite Grundschule des Sucos.
Im Suco befinden sich die vier Aldeias Caihula (Cai-Hula), Nuno Doco, Osso-Gui-Gui und Venilale.

## Einwohner
In Uma Ana Ulo leben 2.455 Einwohner (2022), davon sind 1.228 Männer und 1.227 Frauen. Im Suco gibt es 466 Haushalte. Etwa 85 % der Einwohner geben Waimaha als ihre Muttersprache an, daneben spricht eine kleine Minderheit Midiki. Beide gehören zu den Kawaimina-Sprachen. Außerdem sprechen über 10 % als Muttersprache Makasae, etwa 5 % Tetum Prasa und eine kleine Minderheit Adabe.

## Geschichte
In Uma Ana Ulo gab es Ende 1979 ein indonesisches Lager für Osttimoresen, die zur besseren Kontrolle von den Besatzern umgesiedelt werden sollten.

## Politik
Bei den Wahlen von 2004/2005 wurde Vicente de Sousa Boavida zum Chefe de Suco gewählt und 2009 und 2016 in seinem Amt bestätigt. Bei den Wahlen 2023 gewann Narciso da Costa Belo.
2023 wurden als Chefe de Aldeias gewählt: Silvestre da Costa (Caihula), Domingos de Sousa (Nuno Doco), Jacarias Francisco da Sousa (Osso-Gui-Gui) und Florindo Lindo Perreira (Venilale).